# 基薩萊湖
基薩萊湖（英語：Lake Kisale）是剛果民主共和國上洛馬米省Bukama Territory的一座湖，面積約300平方公里。基薩萊湖是烏朋巴窪地第二大的湖，僅次於烏朋巴湖。

## 歷史
1957年，有考古團隊在基薩萊湖北側Sanga一個鐵器時代的墓葬中，挖掘出金屬、陶器等文物，可能與現今剛果民主共和國與尚比亞境內盧巴人的祖先有關，他們可能是中部非洲最早開始使用鐵器的人之一。約公元800年時，他們已在此區的湖、河或沼澤畔定居。